# Nemesia africana
Nemesia africana is een spinnensoort in de taxonomische indeling van de bruine klapdeurspinnen (Nemesiidae).
Nemesia africana werd in 1838 beschreven door C. L. Koch.